# 주나의 항아리
《주나의 항아리》(Juna's Jar)는 박제인이 저술한 아동 그림책이다. 주인공 주나는 가장 친한 친구가 다른 곳으로 떠나자, 오래된 김치 항아리에 다양한 것들을 채우고 상상 속에서 친구를 찾아 여러 여행을 떠나게 된다.
책은 많은 이들에게 호평을 받으며 아시아태평양계 미국인 사서협회 문학상 '그림책' 부문을 수상했다.